# Onobrychis schahuensis
Onobrychis schahuensis är en ärtväxtart som beskrevs av Joseph Friedrich Nicolaus Bornmüller. Onobrychis schahuensis ingår i släktet esparsetter, och familjen ärtväxter. Inga underarter finns listade i Catalogue of Life.